# Ratkovo
Ratkovo (cyr. Ратково) – wieś w Serbii, w Wojwodinie, w okręgu zachodniobackim, w gminie Odžaci. W 2011 roku liczyła 3411 mieszkańców.